# Messerschmitt Me 310
O Messerschmitt Me 310 foi uma aeronave protótipo, sendo o esforço de uma tentativa de corrigir alguns erros no Me 210. Um exemplar foi construído e levantou voo no dia 11 de Setembro de 1943, porém o projecto foi cancelado visto que pouco ou nada melhorou em relação ao modelo defeituoso anterior, sendo posteriormente iniciado outro projecto semelhante: o Me 410.